# Викинги (сезон 1)
«Викинги» — исторический драматический телесериал, сценаристом и автором которого является Майкл Хёрст, выпущенный для канала History. Сериал следует за подвигами легендарного вождя викингов Рагнара Лодброка и его командой, а позже за его сыновьями. Премьера первого сезона состоялась 3 марта 2013 года в Канаде и сезон состоит из 9 эпизодов. Он начинается в начале эпохи викингов, отмеченной налётом на Линдисфарн в 793 году, и следит за стремлением Рагнара стать ярлом и его желанием совершить набег на Англию.

## В ролях

### Основной состав
- Трэвис Фиммел — Рагнар Лодброк, фермер-викинг и воин, который жаждет совершать набеги на предполагаемые богатства неоткрытой Англии
- Кэтрин Винник — Лагерта, жена Рагнара и воительница
- Клайв Стэнден — Ролло, брат Рагнара
- Джессалин Гилсиг — Сигги, жена ярла Харальдсона
- Густаф Скарсгард — Флоки, одарённый судостроитель и друг Рагнара
- Джордж Благден — Этельстан, англосаксонский монах, захваченный Рагнаром во время его первого набега на Англию
- Гэбриэл Бирн — ярл Харальдсон, ярл поселения, известного как Каттегат, дом Рагнара
- Алисса Сазерленд — Аслауг, любовный интерес Рагнара, утверждающая, что является дочерью валькирии Брюнхильды
- Донал Лог — король Дании Хорик I

### Второстепенный состав
- Джон Кавана — Провидец, сейд Каттегата
- Дэвид Пирс — Свейн, верный подручный ярла Харальдсона
- Натан О'Тул[англ.] — Бьёрн Железнобокий, сын Рагнара и Лагерты
- Руби О’Лири — Гида, дочь Рагнара и Лагерты
- Эдди Элькс — Оулавюр, воин-викинг на службе ярла Харальдсона
- Владимир Кулич — Эрик, пожилой викинг и один из воинов Рагнара
- Диармед Мёрта[англ.] — Лиф, один из воинов Рагнара и сын Эрика
- Тайг Мёрфи — Арне, один из воинов Рагнара; лучник с повязкой на глазу
- Джефферсон Холл[англ.] — Торстейн, один из воинов и близких друзей Рагнара
- Йоуко Ахола — Кауко, финский викинг и один из воинов Рагнара
- Эрик Хиггинс — Кнут Тьёдольф, сводный брат ярла Харальдсона
- Уилл Ирвин — брат Ценвульф, служащий в монастыре Линдисфарна
- Кэрри Кроули[англ.] — Элисеф, жена Эрика и мать Лифа
- Сэм Лукас Смит — Эдвин, саксонец
- Иван Кэй[англ.] — король Нортумбрии Элла
- Джонатан Кемп — лорд Вигеа, советник короля Эллы
- Питер Гэйнор — лорд Эдгар, советник короля Эллы
- Элинор Кроули[англ.] — Тюри, дочь ярла Харальдсона и Сигги
- Мод Хёрст[англ.] — Хельга, женщина Флоки
- Тревор Купер[англ.] — ярл Бьярни, обещанный Тюри
- Энгус Макиннес[англ.] — Тостиг, старый воин-викинг

### Приглашённые актёры
- Эдди Дрю — Один, появляющийся в видениях Рагнара
- Джерард Маккарти[англ.] — Брондстед, викинг, напавший на Лагерту
- Билли Гибсон — Ульф
- Дэвид Уилмот — Олаф Андвенд
- Конор Мэдден — Эрик Трюгвассон, викинг, которого судит ярл Харальдсон в Каттегате
- Циан Куинн — Олаф, сын Ингольфа
- Крэйг Уиттакер — Хакон, викинг и один из людей Рагнара
- Дес Брэйден — отец Катберт, главный в монастыре Линдисфарна
- Себастьян Вермуль Табак — Озирик
- Дэвид Мюррей — лорд Этельвульф, брат короля Эллы
- Кэти Уайт — королева Элсвит, жена короля Эллы
- Шон Триси — принц Эгберт, сын короля Эллы
- Джеймс Флинн — Эдрик, саксонец
- Торбьорн Харр[англ.] — ярл Борг, ярл Гёталанда
- Дэвид Майкл Скотт — Нильс

## Эпизоды
| № общий | № в сезоне | Название                                  | Режиссёр       | Автор сценария | Дата премьеры  | Зрители в США (млн) |
| --- | ---------- | ----------------------------------------- | -------------- | -------------- | -------------- | ------------------- |
| 1 | 1          | «Обряды посвящения» «Rites of Passage»    | Йохан Ренк     | Майкл Хёрст    | 3 марта 2013   | 6,21                |
| Викинг по имени Рагнар узнаёт секрет навигации в открытом море и пытается убедить ярла Харальдсона плыть на запад, где, как он верит, находятся богатые земли. Однако ярл высмеивает его и отказывается предоставить свои корабли для похода. Тогда Рагнар со своим другом Флоки строят собственную лодку и уговаривают других викингов отправиться с ними в плаванье вопреки приказу ярла. |            |                                           |                |                |                |                     |
| 2 | 2          | «Гнев северян» «Wrath of Northmen»        | Йохан Ренк     | Майкл Хёрст    | 10 марта 2013  | 4,62                |
| Рагнар, его брат Ролло, Флоки и несколько других викингов отплывают на запад. Жена Рагнара Лагерта желает отправиться вместе с ними, но муж велит ей остаться и присматривать за детьми и домом. Ярл тем временем выясняет, кто помогал Рагнару сделать лодку, и наказывает их. Викинги приплывают в королевство Нортумбрия и нападают на христианский монастырь, грабят его и захватывают рабов. Рагнар берет в плен одного из монахов по имени Этельстан.                                                                                    |            |                                           |                |                |                |                     |
| 3 | 3          | «Обездоленные» «Dispossessed»             | Йохан Ренк     | Майкл Хёрст    | 17 марта 2013  | 4,83                |
| На родине вернувшегося Рагнара и его спутников встречают приветствиями. Ярл заявляет своё право на все добытые в походе трофеи и позволяет победителям взять каждому только по одной вещи из сокровищ. Рагнар не возражает и берет монаха Этельстана, который рассказывает ему о своей земле. Рагнар решает снова отправиться на запад, на этот раз он берет с собой свою жену, а Этельстана оставляет присматривать за своими детьми и домом. На саксонском берегу викинги встречаются с небольшим отрядом воинов местного тэна и убивают их. |            |                                           |                |                |                |                     |
| 4 | 4          | «Суд» «Trial»                             | Киран Доннелли | Майкл Хёрст    | 24 марта 2013  | 4,54                |
| Викинги нападают на город и, пользуясь тем, что все жители находятся на воскресной службе, легко захватывают и разграбляют его. Кнут пытается изнасиловать Лагерту, но та убивает его. На берегу викинги сталкиваются с крупным отрядом короля Эллы и в бою одерживают верх. Когда они возвращаются, ярл хочет обвинить Рагнара в убийстве Кнута, однако Ролло дает оправдывающее брата свидетельство. |            |                                           |                |                |                |                     |
| 5 | 5          | «Налёт» «Raid»                            | Киран Доннелли | Майкл Хёрст    | 31 марта 2013  | 4,74                |
| Люди ярла нападают на дом Рагнара, убивают весь скот и сжигают жилище. Лагерте с детьми удается бежать, а Рагнар защищает дом и получает тяжелые раны. Спасаясь от преследователей, он падает с обрыва в воду, это видят его родные, плывущие на лодке, и Этельстан спасает Рагнара. Его приносят к Флоки, который лечит его с помощью заклинаний. Когда Рагнар приходит в себя и набирается сил, он просит Флоки передать ярлу вызов на поединок.                                                                                             |            |                                           |                |                |                |                     |
| 6 | 6          | «Погребение мёртвых» «Burial of the Dead» | Киран Доннелли | Майкл Хёрст    | 7 апреля 2013  | 3,31                |
| Ярл принимает вызов Рагнара и они встречаются в поединке. Рагнар одерживает победу и убивает ярла. Викинги чествуют его как нового ярла и приносят ему клятву верности. Ярла Харальдсона хоронят с большими почестями, одна из его рабынь соглашается последовать за ним в Вальхаллу. Ролло предлагает вдове Харальдсона, Сигги, выйти за него замуж. |            |                                           |                |                |                |                     |
| 7 | 7          | «Большой куш» «'A King's Ransom'»         | Кен Джиротти   | Майкл Хёрст    | 14 апреля 2013 | 3,42                |
| Рагнар Лодброк со своими верными воинами снова отправляется в Англию, где захватывает брата короля в плен. |            |                                           |                |                |                |                     |
| 8 | 8          | «Жертва» «Sacrifice»                      | Кен Джиротти   | Майкл Хёрст    | 21 апреля 2013 | 3,85                |
| После завершения своего набега на английские земли Рагнар совершает традиционное паломничество в честь богов севера, чтобы они и в будущем были к нему благосклонными. Викинги устраивают большой сбор, чтобы воздать должное своим богам. |            |                                           |                |                |                |                     |
| 9 | 9          | «Всё меняется» «All Change»               | Кен Джиротти   | Майкл Хёрст    | 28 апреля 2013 | 3,58                |
| Рагнар по поручению конунга Хорика отправляется с миссией к ярлу Боргу. Здесь он знакомится с прекрасной Аслауг, которая зачинает от воителя сына. Миссия проваливается, но Борг успевает настроить Ролло против брата. Тем временем в Каттегате, родном поселении Рагнара, вспыхивает эпидемия, которая уносит его дочь. |            |                                           |                |                |                |                     |

## Производство

### Разработка
Разработкой и производством «Викингов» занялись компании Octagon Films и Take 5 Productions под начальством Metro-Goldwyn-Mayer. Морган О’Салливан, Шейла Хокин, Шерри Марш, Алан Гасмер, Джеймс Флинн, Джон Уэбер и Майкл Хёрст указаны в качестве исполнительных продюсеров. Продюсерами этого сезона стали Стив Уэйкфилд и Кит Томпсон. Билл Годдард и Шеймас МакИнерни выступили сопродюсерами.
В производственную команду этого сезона входят режиссёры кастинга Фрэнк и Нуала Мойселл, художник по костюмам Джоан Бергин, супервайзеры визуальных эффектов Джулиан Парри и Доминик Ремейн, дизайнеры трюков Франклин Хенсон и Ричард Райан, композитор Тревор Моррис, художник-постановщик Том Конрой, монтажёры Аарон Маршалл для первого, третьего, пятого, седьмого и девятого эпизодов и Мишель Конрой для второго, четвёртого, шестого и восьмого эпизодов, и оператор Джон Бартли. П. Дж. Диллон был оператором второй съёмочной группы.

### Музыка
Музыку к первому сезону сочинил Тревор Моррис в сотрудничестве со Стивеном Ричардом Дэвисом, Стивом Тавальоне, Брайаном Килгором, Тиной Гуо и Мелом Уэссоном. Заставку титров сопровождает песня «If I Had a Heart» Fever Ray.
Саундтрек был выпущен 21 июня 2013 года компанией Sony Music Entertainment.
Дополнительной музыкой являются композиции норвежской музыкальной группы «Wardruna», которая присутствует в эпизодах «Суд» и «Жертва». Музыкальные треки, которые не попали в выпущенный саундтрек, включают в себя «Fehu», «Ár var alda», «Heimta Thurs», «Dagr», «Laukr» и «Løyndomsriss».
| №                   | Название                              | Исполнитель(и)                                                                               | Длительность |
| ------------------- | ------------------------------------- | -------------------------------------------------------------------------------------------- | ------------ |
| 1.                  | ««If I Had a Heart»»                  | Fever Ray                                                                                    | 3:47         |
| 2.                  | «Battle Field»                        | Стивен Ричард Дэвис Стив Тавальоне [англ.] Брайан Килгор Тина Гуо [англ.] Мел Уэссон [англ.] | 1:58         |
| 3.                  | «The Eye of Odin»                     | Дэвис Тавальоне Килгор Гуо Уэссон                                                            | 0:59         |
| 4.                  | «Of Fathers and Sons»                 | Дэвис Тавальоне Килгор Гуо Уэссон                                                            | 0:43         |
| 5.                  | «Journey to Kattegat»                 | Дэвис Тавальоне Килгор Гуо Уэссон                                                            | 1:30         |
| 6.                  | «Northern Lights / Entry to Kattegat» | Дэвис Тавальоне Килгор Гуо Уэссон                                                            | 2:09         |
| 7.                  | «The Sunstone»                        | Дэвис Тавальоне Килгор Гуо Уэссон                                                            | 1:57         |
| 8.                  | «You Shall Not Enter Valhalla»        | Дэвис Тавальоне Килгор Гуо Уэссон                                                            | 1:26         |
| 9.                  | «Meeting Floki»                       | Дэвис Тавальоне Килгор Гуо Уэссон                                                            | 2:20         |
| 10.                 | «Ragnar's Sail»                       | Дэвис Тавальоне Килгор Гуо Уэссон                                                            | 1:26         |
| 11.                 | «Ragnar Recruits»                     | Дэвис Тавальоне Килгор Гуо Уэссон                                                            | 1:50         |
| 12.                 | «Seduction»                           | Дэвис Тавальоне Килгор Гуо Уэссон                                                            | 1:49         |
| 13.                 | «Vikings Set Sail»                    | Дэвис Тавальоне Килгор Гуо Уэссон                                                            | 1:02         |
| 14.                 | «North Sea Storm»                     | Дэвис Тавальоне Килгор Гуо Уэссон                                                            | 1:16         |
| 15.                 | «Madness Takes Hold»                  | Дэвис Тавальоне Килгор Гуо Уэссон                                                            | 1:51         |
| 16.                 | «Vikings Reach Land»                  | Дэвис Тавальоне Килгор Гуо Уэссон                                                            | 1:42         |
| 17.                 | «Vikings Attack Village»              | Дэвис Тавальоне Килгор Гуо Уэссон                                                            | 1:34         |
| 18.                 | «Floki's Fire»                        | Дэвис Тавальоне Килгор Гуо Уэссон                                                            | 1:21         |
| 19.                 | «Vikings Sail Home»                   | Дэвис Тавальоне Килгор Гуо Уэссон                                                            | 1:35         |
| 20.                 | «Vikings in Hexham»                   | Дэвис Тавальоне Килгор Гуо Уэссон                                                            | 2:42         |
| 21.                 | «Mano e Mano»                         | Дэвис Тавальоне Килгор Гуо Уэссон                                                            | 1:22         |
| 22.                 | «Battle on the Beach»                 | Дэвис Тавальоне Килгор Гуо Уэссон                                                            | 3:30         |
| 23.                 | «Athelstan Asks for Freedom»          | Дэвис Тавальоне Килгор Гуо Уэссон                                                            | 1:57         |
| 24.                 | «Ragnar Challenges the Earl»          | Дэвис Тавальоне Килгор Гуо Уэссон                                                            | 1:32         |
| 25.                 | «Making a Deal»                       | Дэвис Тавальоне Килгор Гуо Уэссон                                                            | 1:02         |
| 26.                 | «Earl Accepts the Challenge»          | Дэвис Тавальоне Килгор Гуо Уэссон                                                            | 2:49         |
| 27.                 | «Ragnar Fights the Earl»              | Дэвис Тавальоне Килгор Гуо Уэссон                                                            | 3:17         |
| 28.                 | «Sending the Earl to Valhalla»        | Дэвис Тавальоне Килгор Гуо Уэссон                                                            | 1:48         |
| 29.                 | «Ragnar Takes the Throne»             | Дэвис Тавальоне Килгор Гуо Уэссон                                                            | 1:15         |
| 30.                 | «The Angel of Death»                  | Дэвис Тавальоне Килгор Гуо Уэссон                                                            | 2:01         |
| 31.                 | «Lagertha Oversees Dispute»           | Дэвис Тавальоне Килгор Гуо Уэссон                                                            | 1:40         |
| 32.                 | «Vikings Attack»                      | Дэвис Тавальоне Килгор Гуо Уэссон                                                            | 2:31         |
| 33.                 | «Rollo is Baptised»                   | Дэвис Тавальоне Килгор Гуо Уэссон                                                            | 2:12         |
| 34.                 | «Rollo Left Behind»                   | Дэвис Тавальоне Килгор Гуо Уэссон                                                            | 2:41         |
| 35.                 | «Ragnar Meets the Naked Woman»        | Дэвис Тавальоне Килгор Гуо Уэссон                                                            | 2:21         |
| 36.                 | «The Ash Tree»                        | Дэвис Тавальоне Килгор Гуо Уэссон                                                            | 1:11         |
| 37.                 | «Aslaug Is with Child»                | Дэвис Тавальоне Килгор Гуо Уэссон                                                            | 1:46         |
| 38.                 | «An Uncertain World»                  | Дэвис Тавальоне Килгор Гуо Уэссон                                                            | 6:57         |
| Общая длительность: | Общая длительность:                   | Общая длительность:                                                                          | 76:49        |

## Реакция
Первый сезон получил рейтинг 81 % на сайте Rotten Tomatoes со средним рейтингом 6.9/10, на основе 27 отзывов. Консенсус сайта гласит: «„Викинги“ компенсируют свою историческую недостоверность с помощью насилия, романтики и ярких визуальных эффектов». Metacritic присвоил первому сезону оценку 71 на основе 20 отзывов.
IGN дал первому сезону «Викингов» средний рейтинг 7.0, заявив: «В то время как моменты истории казались поспешными и скудными, „Викинги“ всё равно дали нам хороший первый сезон».